# Фернандес Гондин, Карлос
Карлос Фернандес Гондин (исп. Carlos Fernández Gondín; 1 июля 1938, Сантьяго-де-Куба, Куба — 7 января 2017, Гавана, Куба) — кубинский военный и государственный деятель, министр внутренних дел Кубы (2015—2017), генерал-майор. Герой Республики Куба.

## Биография
Родился в рабочей семье. 
Присоединился к кубинской повстанческой армии под командованием Рауля Кастро на 2-м фронте в восточной части Кубы в 1958 г. После революции работал на различных должностях в кубинских вооруженных силах и в министерстве внутренних дел. 
В 1962 г. принимал участие в отражении вторжения в «Заливе свиней», в 1975 г. — в Кубинской интервенции в Анголу. Принимал активное участие в разгроме наступления Армии национального освобождения Анголы на Луанду в битве при Кифангондо. Руководил захватом нескольких городов и поселков, включая столицу провинции Лусо, нынешнюю Луену, что позволило восстановить часть границы с Замбией. До 1976 г. являлся главой кубинской военной миссии в этой стране. 
Был одним из инициаторов воссоздания Коммунистической партии Кубы (1965).
Занимал должность начальника управления контрразведки Революционных вооруженных сил (РВС) Кубы.
В 1993 г. был избран депутатом Национальной ассамблеи народной власти и входил в состав национального правления Ассоциации борцов за кубинскую революцию. 
В 1989—2015 гг. — первый заместитель министра, в 2015—2017 гг. — министр внутренних дел Кубы. 
С 1980 г. до конца жизни являлся членом ЦК Коммунистической партии Кубы.
Похоронен в Мавзолее Второго Восточного фронта в Сантьяго-де-Куба.

## Награды и звания
Герой Республики Куба (2015). 
Награжден орденами «Максимо Гомес», «Эрнесто Че Гевара» I степени, «Антонио Масео», «За службу Родине в РВС» третьей степени.